# Фрањо Рачки
Фрањо Рачки (Фужине, 25. новембар 1828 — Загреб, 13. фебруар 1894) је био хрватски политичар и историчар, академик ЈАЗУ. Био је дописни члан Српске академије наука и уметности од 1888.
У великом раздору српско-хрватскоме Рачки је био непомична стијена о коју су се разбијали вали слијепе страсти и бацане мреже туђинског лукавства, он је био чиста копча, што је Загреб спајала са Цетињем и Београдом; он је био Хрват којега су сви Срби високо и искрено поштовали. (Лазар Томановић, 1894)

## Биографија
Млади "Илир из Хрватске" (како се потписивао у младости) рођен је 1829. године у месту Фужине у Горском Котару. У Ријеци, Сењу и Вараждину је стекао гимназијско образовање. Као одушевљени славенофил који је са жаром учио словенске језике, написао је 1848. године чешку граматику, радећи на узајамности Словена. Надахнут је био делом Шафарика и Палацког, а привукао га је својим наступом и бан Јелачић. Уместо да оде у Будимпешту да студира филозофију он се због мађарске буне нашао у Сењу. Био је тада (1848) клирик у Сењу, где је завршио теологију у "Бискупском сјеменишту", где ће га бискуп Мирко Ожеговић 15. августа 1852. године заредити за свештеника.
Прве написе је објавио као гимназијалац у "Католичком листу" и "Невену". Након грађанског рата студирао је науке у Бечу, у "Пасманеуму", где је показао таленат за историјску науку. Тамо је показао прве склоности за истраживање историје објављивањем рада "Средоточје повјестнице".. Након завршеног образовања у Бечу 1852, примио се, на наговор свог добротвора бискупа Ожеговића, места професора физике у Сењској гимназији. Из тог времена је његова расправа "О кемичком називју". Чим се 1853. године упразнило место у бечком "Аугустинеуму", послао га је бискуп тамо "на више студије". Промовисан је за доктора теологије 1855. у Бечу. По повратку из престонице постављен је др Рачки за професора црквеног права и црквене историје на сењском Сјеменишту. Напредовао је брзо до управника те католичке богословије. У то време познавао је и имао подршку бискупа Штросмајера и историчара Кукуљевића-Сакцинског. Када је дошло до реорганизације Илирског каптола "Св. Јеронима" у Риму, његови заштитници Штросмајер и Ожеговић су га послали да буде каноник тог каптола. Отишао је Рачки 1857. године у Рим да поред свештеничке обавезе врши и ради истраживања и усавршавања у тамошњим библиотекама. Својом књигом о словенским просветитељима Ћирилу и Методију, доказао се и ушао је у шири круг хрватске интелигенције. Иако је имао опсежне истраживачке планове, на наговор Штросмајера вратио се у Хрватску да би допринео хрватском препороду.

## Кодификатор југословенства[5]и народног јединства
Године 1860. огласио се Рачки, у новом листу "Позор" чланком "Југословенсто", потписујући се ћириличним иницијалом "Ф.Р.".Ушао је у политички живот након доношења "Октобарске дипломе" 1860. године. Већ 15. августа 1861. године изабран је први пут за саборског посланика; дриги пут ће то бити 1865. године. Године 1863. изабран је за главног хрватског школског надзорника, када истовремео са Јагићем покреће часопис "Књижевник". Трећи мандат у хрватском Сабору био је 1868-1872. године, а затим се повлачи због неслагања са политиком саборске већине. Од тада па до смрти, следећих 20 године бавиће се историјом и вођством "Независне народне странке".
Штросмајер и Рачки прелазили су са проповеди на дела, и један од великих подухвата представља оснивање "Југословенске академије знаности и умјетности" 1866. године у Загребу. Бискуп Штросмајер је приложио у оквиру своје закладе (задужбине) 50.000 ф. за Академију. Фрањо ће постати 26. јуна 1866. године први председник те академије и допринети њеној активности. Уследио је и други велики корак 1874. године када је основан загребачки Универзитет. Том приликом ће бискуп поклонити своју галерију уметничких слика.
Фрањо Рачки се упутио 1884. године бродом низ Саву и Дунав преко Србије у Русију Боравио је извесно у Београду где је упознао истомишљенике, међу којима се истичу Стојан Новаковић и Ђуро Даничић. Иако високи католички прелат стигао је у православну земљу Русију, где обилази православне храмове, ужива у појању и срдачно разговара са старцем архимандритом Амфилохијем. Када је 1889. године требало бити и у Загребу обележена 500 годишњица Косовске битке, он је дао допринос. Није се обазирао на полицијску забрану. Написао је рад о Косовском боју и присуствовао помену Лазаровим витезовима у православном храму. Због показаног пијетета према Србима, био је осуђен и полицијски гоњен. Писао је полемичке чланке са мађарским историчарима, бранећи Међимурје и глагољицу. У свом народном деловању наилазио је на отпоре и неразумевање, и од стране великохрвата и од великосрба. Када је подигнута Кватерникова буна претила му је опасност, јер је био на списку са другим "Славеносрбима", за вешање у Загребу.

## Дела
Рачки је по Штросмајеру био "најчишћи, најученији и најзаслужнији Хрват". Показао се он великим историчарем, интелектуалцем али и политичарем који пише књиге, попут: "Одломци из Хрватског државног права" и "Ријека према Хрватској", којима је обележио политички наступ. Док је студирао у Бечу користио је прилику да скупља историјске изворе о словенским народима, а када се вратио након докторирања у Сењ, посветио се проучавањем хрватске историје. Прво историјско дело које је објавио било је "Нацрт југословенске повијести до 9. века". Затим је 1865. године под утицајем Шафариковим штампао др Рачки "Асеманов или Ватикански евангелистар", који је 1736. године донео Асеман из Јерусалима у Ватиканску библиотеку. У питању је старословенски рукопис на глагољици из 10. века.
Марљив и пун националног заноса организовао је по Kварнерским острвима скупљање глагољских листина, а и сам је волео тражити и истраживати. Током посете Kрку, први је проучавао садржај Башчанске плоче, која је тада била део подног камења месне цркве. Рачки је проучавао писмо на плочи за коју је Јозеф Шафaрик сматра да је писана неком криптографијом. На темељу својих истраживања глагољске оставштине објавио је радове "Преглед глагољске црквене књижевности с особитим обзиром на св. писмо и литургичке књиге" (1856) и "Вијек и дјеловање св. Ћирила и Методија словјенских апостолов" (1857).
Године 1905. вајар Рудолф Валдец је о трошку хрватског народа, израдио споменик Рачком у колонади загребачког гробља. Прославила је ЈАЗУ у Загребу 1929. године стогодишњицу рођења Фрање Рачког. О њему су са пијететом говорили представници више словенских народа, о којима је он најлепше мислио. Београдски академик Слободан Јовановић је том приликом читао свој рад под насловом "Фрањо Рачки и југословенска мисао".

## Галерија
- Насловна страна књиге Асеманов или Ватикански евангелистар (Загреб, 1865)
- Књижица са текстом говора који је Михаило Полит-Десанчић одржао на седници Књижевног одељења Матице српске поводом смрти Фрање Рачког (1895)